# Samostalna demokratska stranka
Samostalna demokratska stranka (SDS) osnovana je 1924. godine kad je Svetozar Pribićević, politički vođa Srba prečana, istupio iz Demokratske stranke. Sljedeće godine sklapa sporazum sa Stjepanom Radićem i tako nastaje Seljačko-demokratska koalicija, koja se održala sve do 1941. godine.
Osnovao ju je Svetozar Pribićević istupivši iz Demokratske stranke, odnosno optuživši njeno tadašnje vodstvo za šurovanje sa separatistima, odnosno zagovornicima federalnog preustroja Kraljevine SHS.
Međutim, 1927. SDS upravo na toj platformi s Hrvatskom seljačkom strankom stvara Seljačko-demokratsku koaliciju. Stranka će zbog toga biti izložena progonima za vrijeme Šestosiječanjske diktature, a Pribićević je uhićen.
Nakon njegove smrti stranku je vodio Srđan Budisavljević. Godine 1939. je SDS nakon sporazuma Cvetković-Maček ušla u vladu i u njoj ostala do Travanjskog rata. Nakon uspostave komunističke Jugoslavije joj je zabranjen rad.
Samostalna demokratska srpska stranka, koja danas djeluje u Hrvatskoj, se poziva na tradiciju SDS-a.
Detaljnije o političkom djelovanju stranke, u članku: Seljačko-demokratska koalicija